# Upplands runinskrifter 86

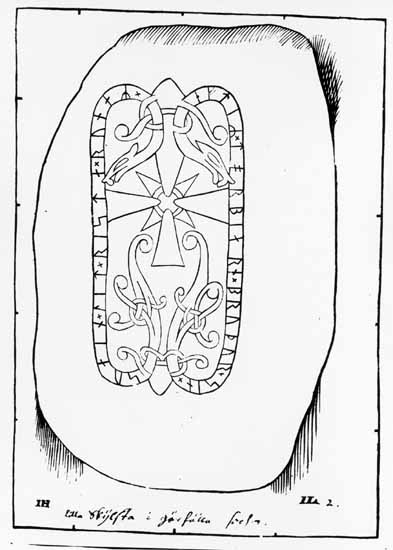
Avbildning av U 86 från 1682.

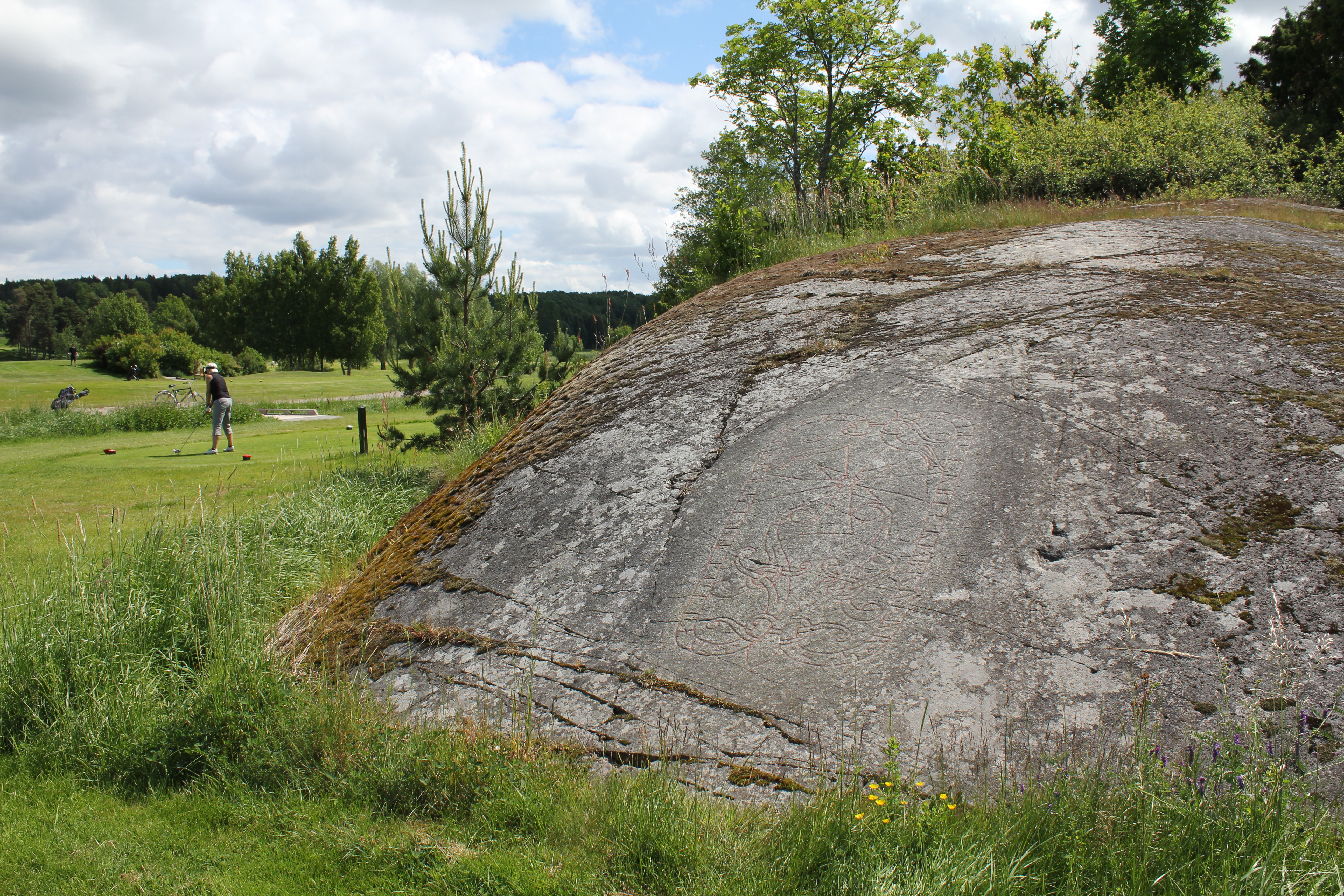
Ristningen finns på en golfbana.

Upplands runinskrifter 86 är en vikingatida runristning på en berghäll i Skylsta, Järfälla socken och Järfälla kommun. Runristningen är 1,7 meter lång och 0,85 meter bred. Runhöjden är 6 centimeter.

## Inskriften
Translitterering av runraden:
× suain × lit × rista × runaʀ × eftiʀ × þorbiarn × bruþur × sin ×
Normalisering till runsvenska:
Svæinn let rista runaʀ æftiʀ Þorbiorn, broður sinn.
Översättning till nusvenska:
Sven lät rista runorna efter Torbjörn, sin broder.